# Orthosiphon ferrugineus
Orthosiphon ferrugineus es una especie de planta fanerógama perteneciente a la familia Lamiaceae. Se encuentra solo en Socotra, en Yemen. 

## Hábitat y ecología
Se encuentra en el matorral de hoja caduca en las pendientes rocosas de granito, a una altitud de 550 a 850 metros. Este arbusto bastante insignificante, es localmente común en todo el Pass Muqadrihon pero escaso en otros lugares. 

## Taxonomía
Orthosiphon ferrugineus fue descrito por Isaac Bayley Balfour y publicado en Proceedings of the Royal Society of Edinburgh 12: 91. 1884.